# Чанд

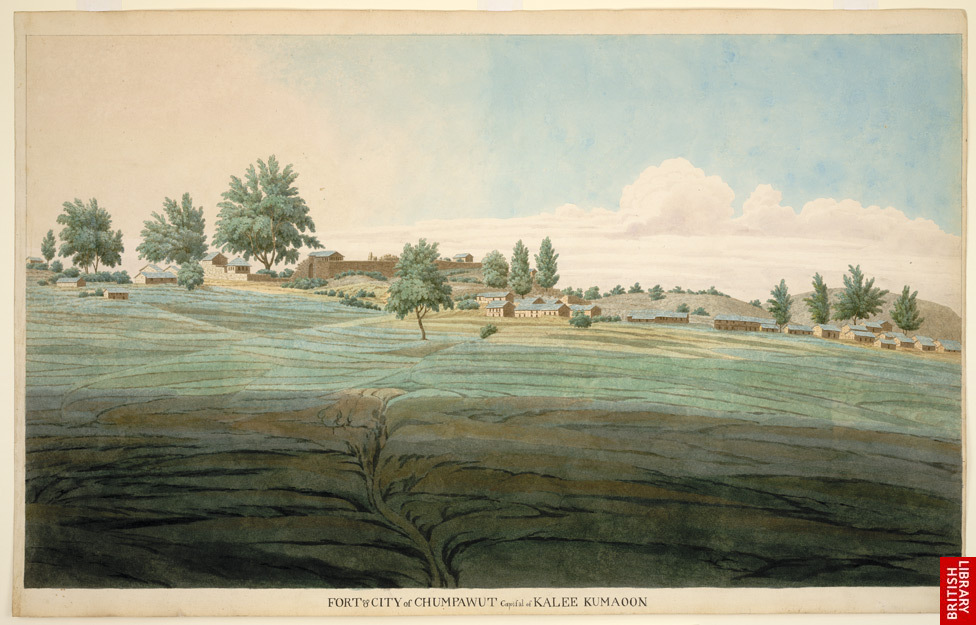
Калі-Кумаон, столиця держави Чанд (зараз Чампават), 1815 рік.

Чанд (चंद, Chand) — середньовічна монархічна держава, що існувала на території регіону Кумаон індійського штату Уттаракханд з 11 по 18 століття, та династія її правителів з раджпутів-барґуджарів.